# Дмитриев, Анатолий Алексеевич
Анатолий Алексеевич Дмитриев (1925—1993) — советский военный деятель и историк в области стратегического ракетного вооружения и техники, генерал-майор (1977). Член Научно-технического комитета РВСН СССР — РВСН РФ. Лауреат Государственной премии СССР (1987).

## Биография
Родился 1 января 1925 года в станице Марьяновская, Северо-Кавказского края (с 1937 года Краснодарский край) в крестьянской семье.
В 1941 году призван в ряды РККА и направлен для обучения на ускоренные курсы Тамбовского артиллерийского технического училища. С 1941 года после окончания училища на фронтах Великой Отечественной войны в составе артиллерийской воинской части в должностях: младший оружейный техник, техник артиллерийского миномётного дивизиона, начальник мастерской боевого и технического снабжения части, воевал на Карельском фронте.
С 1945 по 1947 год служил в составе артиллерийской воинской части в должности начальника артиллерийского снабжения. С 1947 по 1951 год на научно-исследовательской работе в Тамбовском артиллерийском техническом училище в должности руководителя лаборатории артиллерийских приборов. С 1951 по 1952 год на научно-исследовательской работе в Артиллерийской академии РККА имени Ф. Э. Дзержинского в должностях: начальника отделения опытных стрельб и начальник хронографического отделения по кафедре внутренней баллистики. С 1952 по 1958 год обучался на факультете реактивного вооружения Военной артиллерийской инженерной академии имени Ф. Э. Дзержинского. С 1958 по 1962 год служил в Группе Советских войск в Германии в составе 72-й отдельной инженерной бригады особого назначения РВГК в должности начальника ремонтно-технической базы.
С 1962 по 1989 год служил в центральном аппарате Главного Штаба РВСН СССР в должностях: старший офицер Второго отдела, заместитель начальника и начальник Первого направления Оперативного управления. В 1977 году Постановлением Совета Министров СССР А. А. Дмитриеву было присвоено воинское звание генерал-майор. С 1977 по 1989 год — заместитель начальника Оперативного управления Главного штаба Ракетных войск стратегического назначения СССР. В 1987 году «закрытым» Постановлением ЦК КПСС и СМ СССР Д. А. Дмитриев был удостоен Государственной премии СССР. С 1989 по 1997 год — член Научно-технического комитета Ракетных войск стратегического назначения СССР — Российской Федерации.
Скончался 9 мая 1997 года в Москве, похоронен на Лайковском кладбище города Одинцово в Московской области.

## Награды, премии
- Орден Отечественной войны 1-й степени (1985)
- Орден Трудового Красного Знамени  (1980)
- Орден Красной Звезды (1956, 1967)
- Орден «За службу Родине в Вооружённых Силах СССР» 3-й степени (1975)
- Медаль «За победу над Германией в Великой Отечественной войне 1941—1945 гг.»
- Государственная премия СССР (1987)[1][2][3]